# Костанчук Тарас Дмитрович
Тарас Дмитрович Костанчук (нар. 9 березня 1964, Алчевськ Луганської обл.) — український громадський діяч, керівник ГО учасників бойових дій «Сармат», у минулому — командир штурмової групи добровольчого батальйону «Донбас» (2014 р.). Був демобілізований навесні 2015 року. З початком російсько-української війни вступив до лав Сил оборони України. 

## Біографія
Народився 9 березня 1964 року у місті Комунарськ Ворошиловградської області, УРСР (зараз місто Алчевськ, Луганська обл.) у родині теплофізиків. Мати — з Вінницької, батько з Херсонської області. З 3-х років проживає в Києві.
У 1981 році закінчив Київську середню школу з математичним ухилом № 200. Після школи вступив до Київського медичного училища № 3.
З 1982 по 1984 рік проходив службу в РА СРСР, м. Грозний, Чечня.
З 1985 по 1988 рік здобував освіту у Київському національному університеті імені Т.Шевченка на біологічному факультеті.
У 1989 році виїхав за кордон, в Італію, де жив і працював до 1998 року.
У 1998 році повернувся в Україну, прийнявши пропозицію свого приятеля обійняти посаду генерального директора ЗАТ «Агро-транспортної координаційної служби».
З 2003 по 2008 роки отримав вищу освіту за спеціальністю «Правознавство» в Київському національному університеті внутрішніх справ України.
Починаючи з 2007 року займається власною юридичною практикою, СПД.

## Діяльність

### Громадська діяльність до початку Революції гідності
У 2005 році Тарас Костанчук разом із товаришами засновує громадську організацію "Археологічне патріотично-пошукове об'єднання «Дніпро-Україна», яка займається пошуком та перепохованням останків воїнів Другої світової війни. Організація діє по теперішній час на території Київської області. Силами громадської організації за 7 років існування вдалося зафіксувати більше 800 солдатів, відновити 106 імен, організувати 17 масових і 11 одиночних перепоховань.

Під керівництвом Тараса Костанчука пошуковці створили великий стаціонарний музей військової археології в Києві та 10 музеїв в середніх школах по Україні. В музеях налічується більше 5000 експонатів, зокрема 1774 одиниці вибухонебезпечних експонатів було передано в МНС на ліквідацію.

### Участь у Революції гідності (2013—2014р.р.)
Під час Революції гідності (2013—2014 р.р.) був на Майдані з перших днів. Як одному з найстарших, Тарасу неодноразово доводилось брати на себе командування і координувати дії активістів. В ніч на 19 лютого 2014 року він разом із іншими патріотами тримав шеренгу, що стала щитом проти пожежних машин з водометами. Цього ж дня через вибух гранати Тарас Костанчук отримав контузію та поранення ноги.

### Участь в АТО
В травні 2014 року Тарас Костанчук, взявши особисту зброю, вирушив на Донбас, де вступив у підрозділ так званих чорних чоловічків, що протистояли терористам в кількох районах Донецької області. З 1 червня 2014 року прибув на тренувальну базу в селище Нові Петрівці Київської області для того, щоб тренувати добровольців — хлопців, які готувались вирушити в АТО.
На початку липня 2014 року, після трьох тижнів тренувань, Тарас Костанчук вступив до лав добровольчого батальйону особливого призначення «Донбас», та вирушив в зону бойових дій, до Артемівська, разом із побратимами.

В першу ж ніч перебування в зоні АТО новобранці батальйону «Донбас», знаходячись на тимчасовій базі батальйону в Артемівській школі, потрапляють під щільний вогонь противника. Під керівництвом Тараса Костанчука їм вдається відбити вогонь і відстояти позиції, не втративши жодного з бійців.
Відбивши нічну атаку бойовиків, бійці батальйону «Донбас» проводять активні дії по звільненню Артемівська від терористів, споруджують блокпости у місті та за його межами, а також готуються до операції по зачистці території.
У липні 2014 року Тарас Костанчук командиром штурмової групи батальйону «Донбас» разом із побратимами проводить операції по визволенню українських міст Попасна, Лисичанськ, Первомайськ.

### «Іловайський котел»

Планування заходу в Іловайськ

10 серпня 2014 року Збройні сили України разом із бійцями батальйонів «Донбас», «Азов», «Шахтарськ» і «Правий сектор» розпочали операцію по звільненню міста Іловайськ.
Плануванням операції займався генерал Руслан Хомчак разом із командирами батальйонів. Тарас Костанчук також брав участь у плануванні звільнення.

Головним завданням було звільнити Іловайськ повністю від терористів і зайняти місто. Завданням мінімум було провести «розвідку боєм», аби зрозуміти сили противника. При першому заході в Іловайськ 10 серпня 2014 року було виконано задачу мінімум. Було виявлено, що противник дуже добре укріплений на позиціях. Потрібно було підкріплення сил і добровольчим батальйонам.
18 серпня 2014 року з важкими боями бійці батальйону «Донбас» увійшли до Іловайська та змогли вибити терористів зі східної частини міста. В ході боїв було знищено 3 блокпости і 4 вогневі точки противника.
До ранку 19 серпня більшу частину міста вже було взято під контроль силами АТО.
19 серпня 2014 року під час виконання бойового завдання Тарас Костанчук, отримавши серйозне поранення в голову і контузію, потрапив в оточення у самому центрі Іловайська. Разом із побратимом, який отримав важке поранення в ногу, він переховувався у місцевої жительки 3 тижні.

І тільки через 3 тижні, завдяки допомозі місцевих патріотів, йому вдалося вийти з оточення.

### Громадська діяльність після участі в АТО
Одразу після лікування і нетривалої реабілітації Тарас Костанчук починає займатись визволенням своїх побратимів з полону: бере участь у перемовинах із сепаратистами, домовляється про обмін полоненими, допомагає вивозити хлопців з АТО.

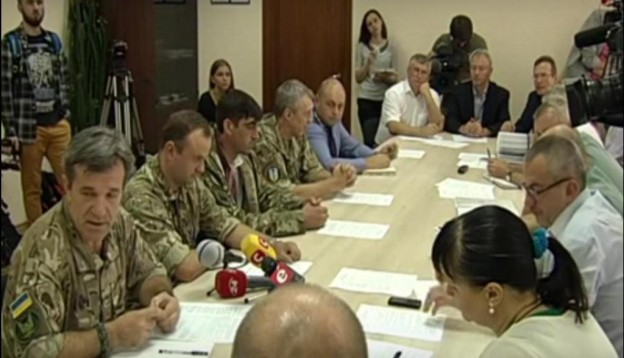
Тарас Костанчук на відкритих слуханнях комітету з питань захисту ветеранів

Наприкінці 2014 року Тарас Костанчук разом із бойовими товаришами створює громадську організацію "Військово-патріотичне об'єднання учасників АТО «Справедливість». Метою організації є захист інтересів звичайних громадян, боротьба зі свавіллям чиновників, корупцією, а також допомога колишнім учасникам АТО.

Організація має свої представництва у декількох містах України. У серпні 2015 року офіс «Справедливості» було відкрито у м. Вишневому, Київської області. До складу організації, окрім військових, входять активісти, волонтери, представники громадськості та підприємці. Всього ВПОУ АТО «Справедливість» налічує тисячі учасників.
Результатом діяльності громадського об'єднання «Справедливість» стали масштабні акції проти свавілля окремих представників влади, виступи із вимогами та петиціями до Президента України щодо захисту прав добровольців, масштабні акції прямої дії на захист інтересів громадян України.
Зокрема, Тарас Костанчук особисто працював над внесенням змін до Закону України щодо соціального захисту резервістів, які постраждали внаслідок участі в АТО, та членів їх сімей. Основною метою цих змін є прирівняння добровольців, які неправомірно були відправлені в зону проведення АТО з травня по грудень 2014 року у статусі резервістів, до військовослужбовців і, таким чином, подолати несправедливість у наданні соціальних виплат та іншої допомоги бійцям.

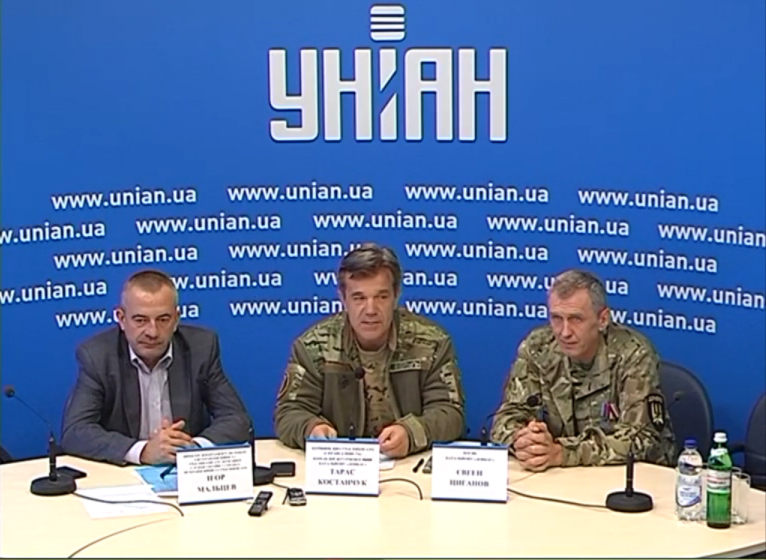
Тарас Костанчук на прес-конференції з приводу захисту прав резервістів

В результаті неодноразового тиску на чиновників на акціях, розголосу даної проблеми у ЗМІ та особистої участі Тараса Костанчука у розробці законопроекту, він був проголосований депутатами Верховної Ради України та підписаний Президентом України.
На початку 2015 року разом із бойовими товаришами, які пройшли Іловайський котел, та родинами загиблих побратимів Тарас Костанчук засновує Іловайське братерство, що на теперішній час налічує більше двох тисяч учасників, побратимів з різних підрозділів ЗСУ та добровольчих батальйонів.
Учасники Іловайського братерства допомагали один одному координувати дії, ділились інформацією щодо поранених, полонених та загиблих бійців.
До першої річниці Іловайської трагедії (серпень 2015 року) учасниками Іловайського братерства було запроваджено відзнаку «Іловайськ 2014» у вигляді хреста. Її мають право отримувати тільки бійці, які пройшли Іловайськ, або родини загиблих і безвісти зниклих.
Після проведення кількох спільних акцій Іловайського братерства з грудня 2015 по лютий 2016 року з вимогами покарати винних у наймасштабніших трагедіях сучасної України (Савур-могила, ІЛ-76, ДАП, Іловайськ, Дебальцеве), під тиском ветеранів АТОТараса Костанчука запросили для ознайомлення з кримінальною справою, що стосується Іловайської трагедії, і відкрили допуск до матеріалів справи.

У березні 2016 року громадська організація "ВПО учасників АТО «Справедливість» на чолі з її керівником Тарасом Костанчуком взяла участь в об'єднавчому конгресі громадських організацій і відкрито оголосила про намір змінити чиновників, які прийшли до влади на крові патріотів. Тарас Костанчук запропонував бійцям та ветеранам АТО йти у владу однією колоною.

Наприкінці квітня 2016 року Тарас Костанчук відвідує Загреб, де має кілька робочих зустрічей із ветеранами визвольної війни у Хорватії. Вони діляться досвідом успіху операції із сербської деокупації, а також розповідають про вплив і безпосередню участь ветеранів у громадсько-політичній діяльності Хорватії. На думку Тараса Костанчука, цей досвід потрібно перейняти у хорватів аби виграти війну і відновити окуповані території України.

З березня по листопад 2016 року Тарас Костанчук разом із побратимами з ГО "ВПО учасників АТО «Справедливість» відвідує міста України, де спілкується з місцевими громадянами та учасниками АТО. На цих зустрічах він презентує програму «Армія гідності», яка має за мету об'єднати бійців, ветеранів АТО та просто небайдужих і активних громадян не в одну організацію, а навколо спільної ідеї — створення демократичної, європейської держави Україна.

Одним із першочергових кроків для подолання корупції в Україні Тарас Костанчук вважає введення «презумпції винуватості» державних службовців. У випадку, коли чиновник не може пояснити легальність і джерело походження набутого ним капіталу, він автоматично має ставати підозрюваним у корупції і доводити свою невинуватість у суді:
8 червня 2017 року Тарас Костанчук разом із побратимами виступає з ініціативою створення Ради ветеранів АТО з питань етики і моралі для боротьби із псевдо-атошними організаціями, які використовують учасників бойових дій у незаконних схемах.

В серпні 2017 року, до третьої річниці Іловайської трагедії, Тарас Костанчук разом із об'єднанням «Іловайське братерство», а також іншими учасниками АТО, членами родин загиблих бійців організували масштабну акцію під Генеральною прокуратурою України з вимогами надати хоча б проміжні результати слідства:
12 грудня 2017 року ГО "ВПО учасників АТО «Справедливість» під керівництвом Тараса Костанчука підписала з міжнародними інвесторами угоду про передачу Україні інноваційних технологій в агропромисловій галузі. Основна ідея цієї ініціативи полягає в скороченні існуючого технологічного і культурного розриву та використанні цієї унікальної можливості співробітництва між двома країнами в інтересах кожної з них. Для цього можуть бути залучені учасники АТО з їхніми землями для сільського господарства.
В серпні 2018 року ГО «Справедливість» змінила свою назву на ГО учасників бойових дій «Сармат» — на честь члена організації, якого застрелили на подвір'ї власного будинку.

11 січня 2019 року було проведено з'їзд ПП «Партія захисників України», на якому керівника ГО учасників бойових дій «Сармат» Тараса Костанчука було обрано очільником Партії.
6 березня 2019 Генеральна прокуратура, Державне бюро розслідувань та Служба безпеки України затримали Костанчука під час передачі "хабара". П'ять мільйонів гривень він намагався вручити кандидату в президенти, депутату Юрію Тимошенко. Отримавши гроші, він мав зняти свою кандидатуру з виборів. Замість цього Юрій Тимошенко повідомив про тиск на нього правоохоронцям, і вони затримали зловмисників.
До 2014 року подібні дії у законодавстві України вважалися підкупом, але ж пізніше були декриміналізовані – відповідно до Закону України від 14 жовтня 2014р. №1703-VII «Про внесення змін до Кримінального кодексу України щодо посилення відповідальності за порушення виборчих прав громадян» . Тобто, станом на 2019 рік «підкуп» кандидата в Президенти України щодо зняття кандидатури не вважався кримінальним правопорушенням.
Тому вказана історія з «підкупом» мала суто політичний характер. Кандидат в Президенти України Юрій Тимошенко був «технічним» кандидатом – адже його прізвище та ініціали повністю співпадали з головним (як вважалось на той час) суперником діючого президента Порошенко П.О. – Тимошенко Юлією Володимирівною. Балотування Юрія Тимошенко і наявність його кандидатури в бюлетенях, за задумкою політтехнологів Порошенко П.О., мало чисто технічно відтягнути певну кількість голосів у конкурента діючого на той час президента . 
Справа з «підкупом» Юрія Тимошенко була на особистому контролі тодішнього генерального прокурора Юрія Луценка (кума Порошенко П.О.), який, не маючі юридичної освіти, публічно наголосив про «підкуп кандидата» . 
Але в суді ця справа розвалилася, генеральна прокуратура не змогла довести факт злочину з боку Костанчука Т.Д. Відповідно до ухвали Шевченківського районного суду м. Києва від 11 травня 2022 року, судовий розгляд кримінального провадження зупинено. Будь якого вироку суду по даній справі немає.

### Благодійна діяльність. Заснування Благодійного фонду допомоги учасникам АТО «Справедливість»
На початку 2016 року Тарас Костанчук створює благодійну організацію «Справедливість», яка має на меті допомогу пораненим бійцям і ветеранам АТО, родинам загиблих і безвісти зниклих бійців, а також дітям учасників АТО.
Протягом двох років діяльності організація проводить заходи для дітей до різноманітних свят, надає матеріальну допомогу потребуючим бійцям і їхнім родинам, організовує дитячий відпочинок.

У червні 2017 року Тарас Костанчук разом із бійцями і волонтерами благодійного фонду «Справедливість» організовують акцію на підтримку онкохворої дитини, племінниці побратима Олексія Древаля, який загинув в Іловайську у 2014 році. Разом із родиною дівчинки і небайдужими громадянами вони проводять кілька акцій під стінами КМУ, Міністерства охорони здоров'я з вимогами надати гроші (або гарантійні листи) від держави на проведення операцій з трансплантації кісткового мозку онкохворим громадянам.
Завдяки спільним зусиллям дівчинці вдається отримати інформаційний (гарантійний) лист від МОЗ України і провести операцію.

## Діяльність в українському кінематографі
З 2018 року Тарас Костанчук почав активну діяльність у сфері кіно в якості сценариста, продюсера, режисера та актора. Він заснував кінокомпанію «РОНК ФІЛЬМ ПОДАКШН», яка була внесена до Державного реєстру виробників, розповсюджувачів та демонстраторів фільмів (серія РУ №000282). 
Станом на 2025 рік, кінокомпанія «РОНК ФІЛЬМ ПОДАКШН» випустила два повнометражних ігрових фільми. 

### Фільм "Іловайськ 2014. Батальйон "Донбас"
У серпні 2018 року стартували зйомки фільму, який відтворював події серпня 2014 року, а саме Іловайську операцію під час війні на сході України. .
Художній фільм "Іловайськ 2014. Батальйон "Донбас" - це реальна історія Тарас Костанчука та добровольців батальйону «Донбас», що брали участь в операції зі звільнення Іловайська. Крім професійних акторів у картині знялись багато колишніх бійців батальйону, які грали самих себе. 

Тарас Костанчук зіграв одну з головних ролей фільму - самого себе, адже саме його історію виходу із окупованого Іловайську і взяли за основу сценарист  сценарист Михайло Бриних і режисер Іван Тимченко  .
Сюжет картини показує, як командир штурмової групи батальйону «Донбас» з позивним «Бішут» (Тарас Костанчук), поранений у бою за Іловайськ, дивом лишається живий в окупованому місті. Його розшукує призначений комендантом Іловайська російський офіцер Рунков, для якого ця війна перетворилася на особисту трагедію, і він жадає не справедливості, а помсти. 

Фільм «Іловайськ 2014. Батальйон «Донбас» вийшов в український кінопрокат 29 серпня 2019 року до п'ятої річниці Іловайської трагедії. 
Загальний кошторис фільму склав ₴33 млн (близько €1,1 млн) й складався виключно з приватних грошей без будь-якої підтримки Держкіно чи УКФ.
Тарас Костанчук не тільки зіграв одну з головних ролей у фільмі, але й брав участь у розробці сценарію, а також виступів генеральним продюсером фільму. 
Ряд кінокритиків позитивно оцінили картину та сприйняли її, як вдалу спробу вийти за межі шаблону українського прокатного кіно, піднятися над зручними кон'юктурними традиціями, зробити роботу над помилками попередніх фільмів і сформувати свій стиль та, водночас, стати пам'ятником солдатам, загиблим в Іловайському котлі і під час війни на Донбасі в цілому.

### Фільм "Безвихідь"
У червні 2024 року у Києві відбулись зйомки фільму «Безвихідь» - за сценарієм Тараса Костанчука.  

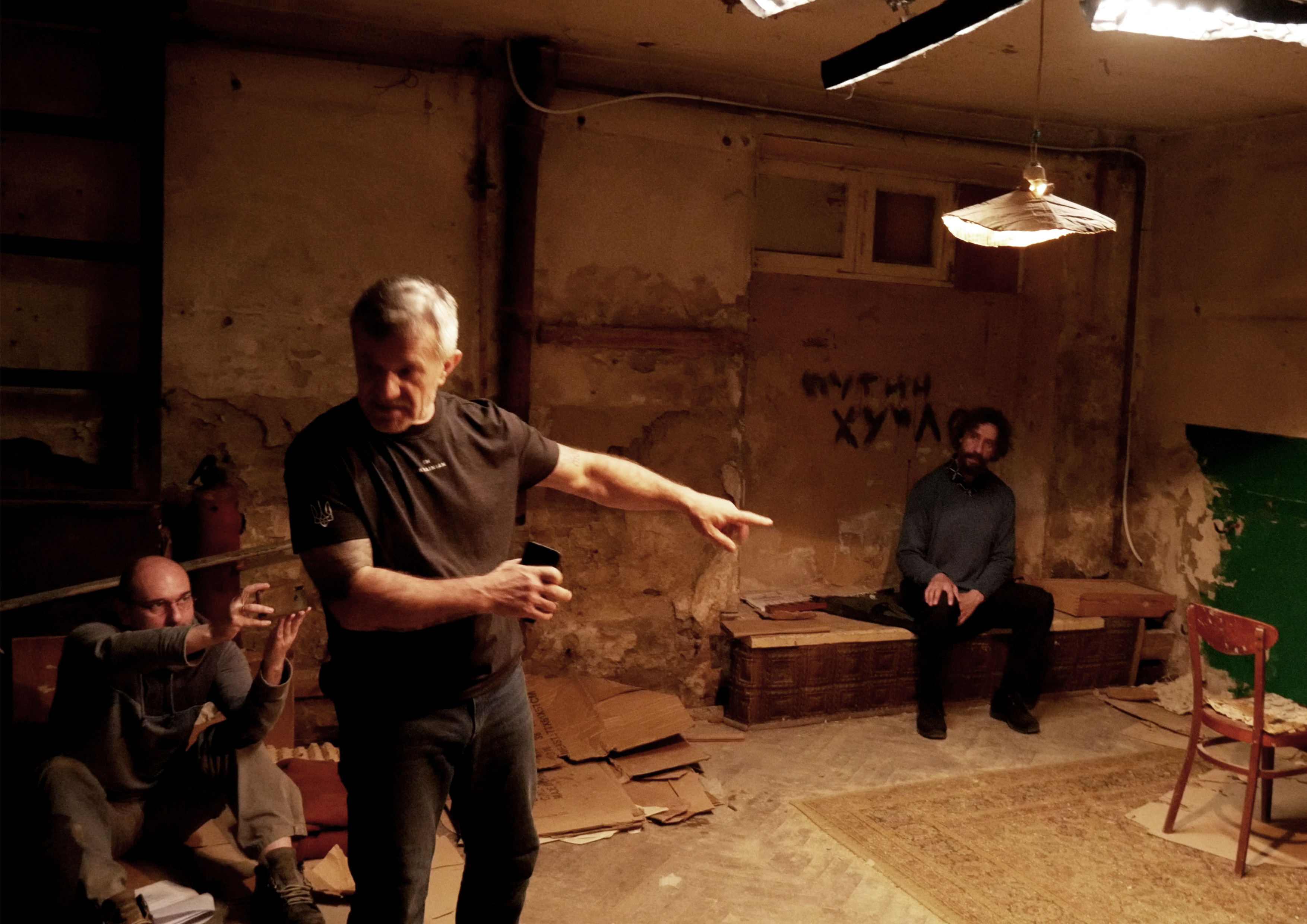
Тарас Костанчук на зйомках фільму "Безвихідь"

Події фільму розгортаються в Чернігові на початку повномасштабного російського вторгнення в Україну. Група людей, які опинилися у підвалі багатоповерхівки, намагається врятуватися від обстрілів. Вибух завалює вхід, і вони змушені виживати у замкненому просторі протягом семи днів. Відчай, страх і невідомість про те, хто їх першим знайде — українські військові чи окупанти — призводять до внутрішніх конфліктів, розколюючи людей на ворогуючі групи.  
Сюжет фільму побудований на особистих історіях та стосунках людей, що потрапили у безвихідну ситуацію – людей, різних за віком, статтю, соціальним статусом, національністю, політичними поглядами. Під час перебування у безвихідній ситуації, герої фільму вимушені не тільки фізично виживати, економити їжу, облаштовуватись у замкнутому приміщенні, психологічно витримувати труднощі тощо. Вони мають визначитись щодо своєї громадянської позиції: чи готові вони відстоювати Україну? Крім патріотично налаштованих громадян, у підвалі опиняються і ті, хто коливається, не можуть спочатку визначитись з ким вони.  

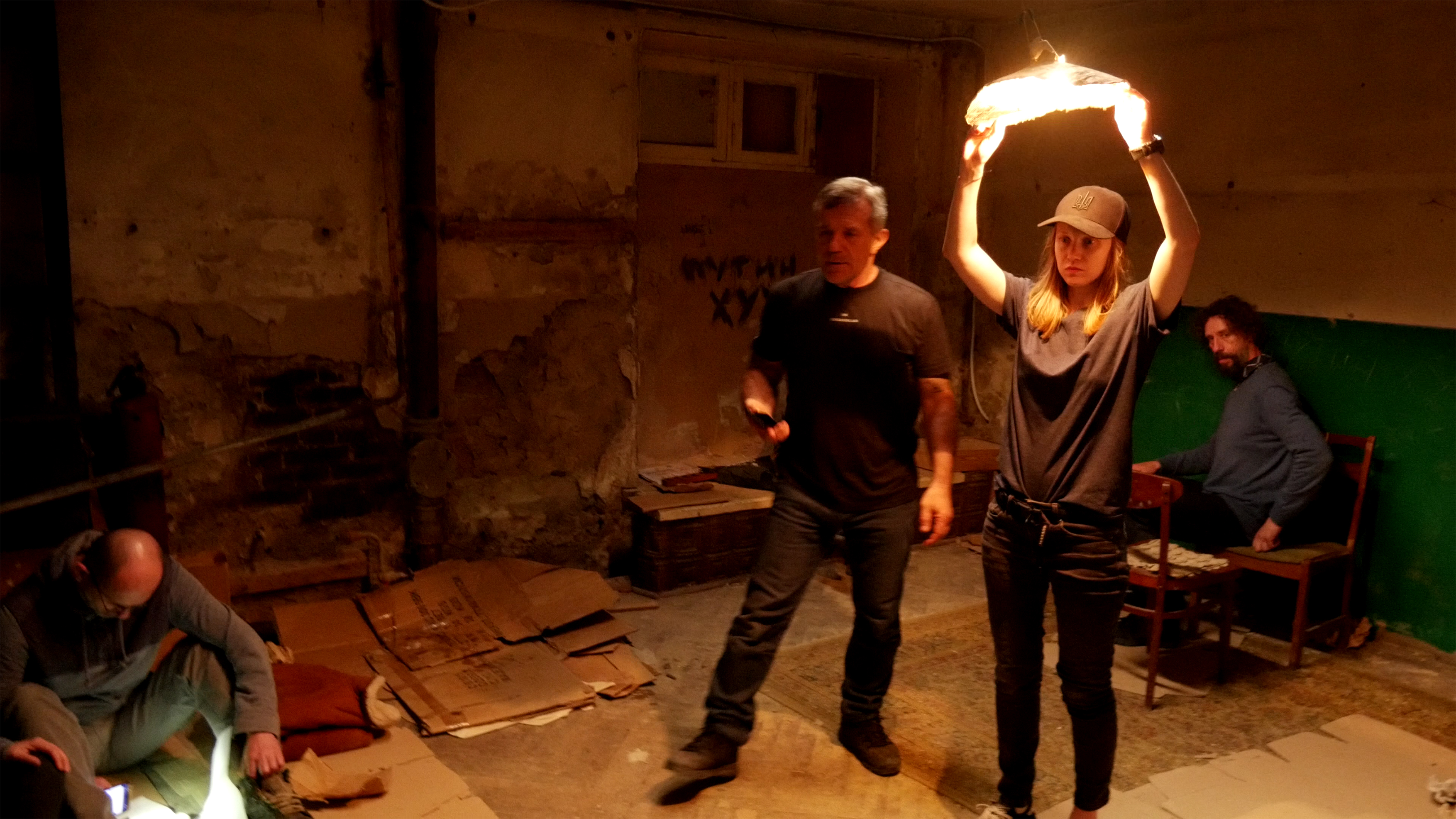
Зйомки фільму "Безвихідь": режисер Тарас Костанчук і оператор Тетяна Дуднік

Тарас Костанчук був не тільки сценаристом, але й режисером фільму – і це був його режисерський дебют. Зйомки йшли у реальному замкнутому підвальному приміщенні, безперервно протягом 9 днів по 12 годин щодня. 
Фільм «Безвихідь» є одним із небагатьох у світовому кінематографі, де усі події розгортаються в одному обмеженому приміщенні і при достатньо великій кількості людей (14 персонажів). Художня композиція фільму є унікальною для українського кінематографу – адже до цього в Україні не було стрічок, де така кількість персонажів взаємодіяла на одній обмеженій локації. Стрічка має хорошу динаміку, загострення сюжету, конфлікт, розвиток та зміну психології персонажів - фільм тримає увагу глядача протягом усього часу. 

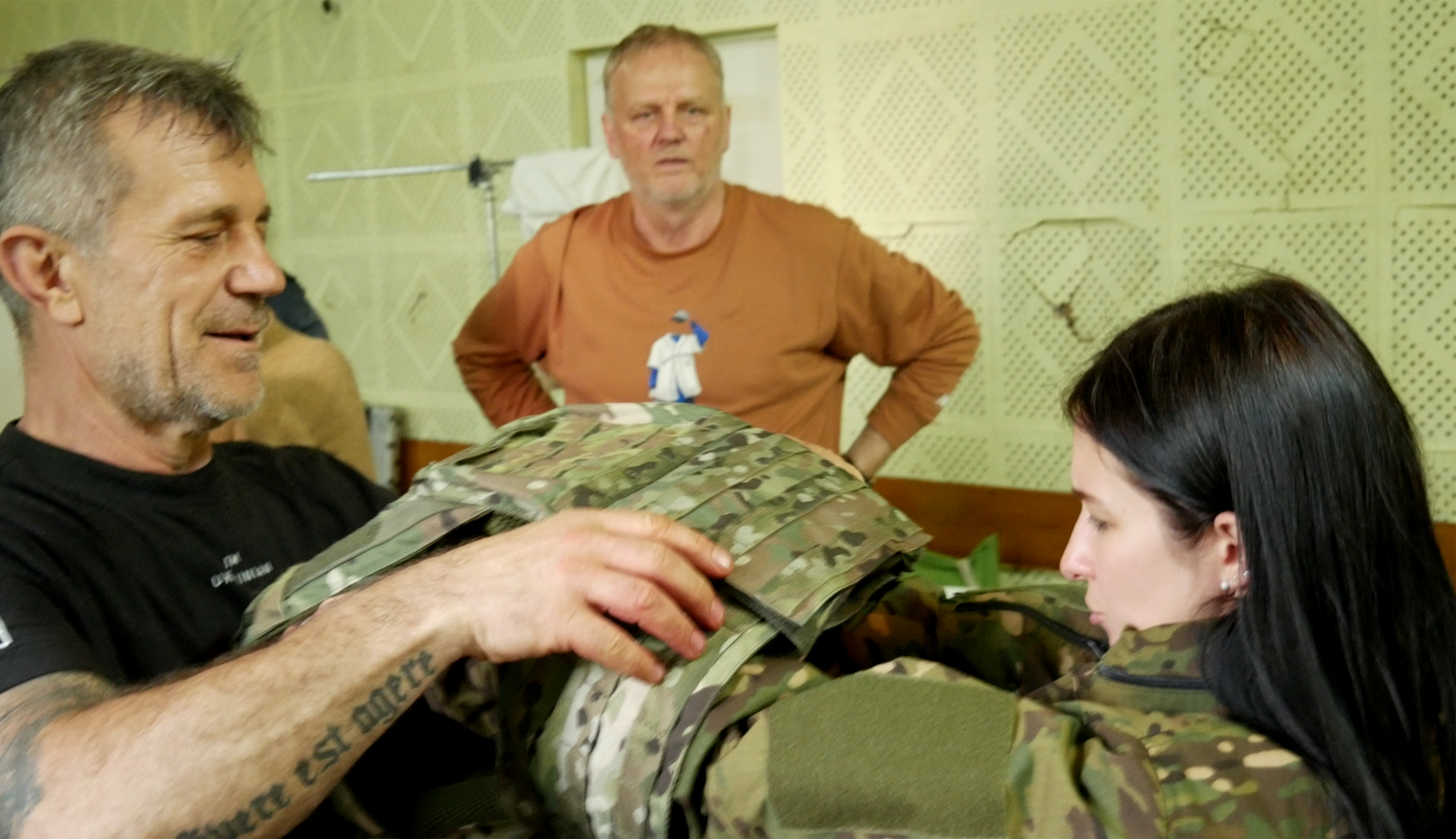
Тарас Костанчук на знімальному майданчику фільму "Безвихідь"

Сам Тарас Костанчук зіграв у фільмі «Безвихідь» одну із головних ролей – колишнього військового, який у сховищі очолив тих, хто мав проукраїнську позицію. Щоб максимально увійти в образ свого персонажу, Т.Костанчук голодував усі 9 днів зйомок.  
У фільми знялись відомі українські кіноактори: Богдан Бенюк, Ірма Вітовська, Олег Драч, Володимир Беляєв, Федір Ольховський, Сергій Детюк, Ігор Колтовський, Олександр Мавріц, Ренат Сєттаров, Катерина Стаценко та ін. 
Фільм «Безвихідь» вийшов в український кінопрокат 20 лютого 2025 року.  
Фільм отримав схвальні відгуки кінокритиків та глядачів, які відзначили цікавість сценарію, чудову акторську гру, режисерську та операторську роботу.     

## Нагороди
- Орден «За заслуги» III ступеня — 2011 р., нагороджений за діяльність на посаді керівника ГО АППО «Дніпро-Україна» з розшуку та перепоховання воїнів, загиблих під час ДСВ)

- Почесна грамота Верховної Ради України — 2013 р.

- Медаль «За військову службу Україні» — 2014 р., нагороджений за звільнення міст Попасна та Лисичанськ

- Державна нагорода «Орден за мужність» I ступеня — 2014 р., двічі був представлений до нагороди Командувачем НГУ, але нагороду не отримав.

- Відзнака МВС України «Вогнепальна зброя» — 2015 р., нагороджений за героїчний вчинок у м. Іловайськ.

- Відзнака Голови СБУ «Вогнепальна зброя» — 2016 р., нагороджений за сприяння у визволені полонених[2].